# Karanganyar (Jampang Kulon)
Karanganyar is een bestuurslaag in het regentschap Sukabumi van de provincie West-Java, Indonesië. Karanganyar telt 5277 inwoners (volkstelling 2010).